# Twana Amin

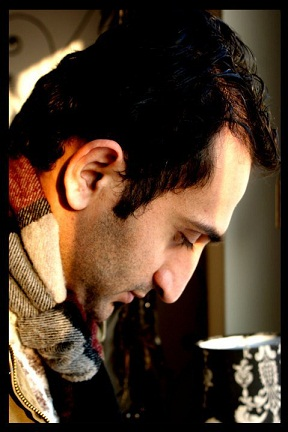
Twana Amin

Twana Amin (* 1. November 1981 in Sulaymania) ist ein kurdisch-irakischer Autor, Übersetzer und Journalist.

## Leben
2003 war Amin Redakteur der Zeitschrift Text des Kulturministeriums. Von 2005 bis 2007 arbeitete er als Leiter des Kulturprogramms des Radiosenders Nawa. 2007 wurde er Redakteur des kulturellen Wochenblattes Paik. Seit 1999 schreibt er in verschiedenen kurdischen und persischen Zeitschriften und Zeitungen über Literaturforschungen, Lektoren und Diskurse.
Er ist ein aktives Mitglied der Internationalen Journalisten-Föderation und ist aktuell
Chefredakteur der einmal im Quartal erscheinenden Zeitschrift Konzept.

## Auszeichnungen
Amin gewann in den Jahren 2007, 2008, 2010, 2012 und 2015 den Preis für die „Beste Geschichte“ des „Galawezh Festivals“, eines der größten kurdischen Literaturfestivals. Im Jahr 2011 erhielt Amin einen Preis für die „Beste Jugendgeschichte des Jahres“ des Kulturministeriums.

## Übersetzungen
Twana Amin übersetzte bisher mehr als zehn Bücher:
- Das Mädchen aus dem Portrait (Geschichte) 2007[5]
- Ein Spaziergang zusammen, ein Spaziergang alleine (Literatur-Forschung) 2008[6]
- Schreiben & Exil (Literarische Dialoge) 2008[7][8]
- Der Hund im Spiegel (Geschichte) 2012[9][10]
- Fliegen in einem offenen Käfig (Forschungen über Ästhetik) 2012[1]
- Der Gott im Kopf des Menschen (ideologische Debatte) 2012[11]
- Der Fall (Übersetzung), Roman von Albert Camus[12]
- Der Klang vom Gang des Wassers (Übersetzung), Gedicht des persischen Dichters Sohrab Sepehri 2014[13][14][15]
- Die blinde Eule (Übersetzung), Roman von Sadegh Hedayat 2015[16]
- Das Bildnis des Farhad (Übersetzung), Roman von Abbas Maroufi 2015[17][18]
- Das Haus der Verliebten (Übersetzung), Gedicht des persischen Dichters Sohrab Sepehri 2015[19][20]